# Ерфи
Ерфи (азерб. Yerfi) — селение и муниципалитет в Губинском районе Азербайджана.

## Экономико-географическое описание
Ерфи расположена в 56 км к югу от Губы, на берегу реки Бабачай.
Русский финансист и экономист Ю. А. Гагейместер, в одном из своих сочинений (1850), оставил следующее топографическо-хозяйственное описание местности (Ерфи тогда относился к Кубинскому уезду Дербентской губернии):
Участок Будугский, за исключением Аныхдаринского магала, весь состоит из неприступных скал и утёсов, с весьма небольшим числом мест ровных и способных для хлебопашества... Селение Эрфи, одно только почти, имеет истинно хорошие и обильные поля; но и там, по суровости климата, пшеница чернеет, и повсюду нередко перерождает в рожь.

## История
Деревня Ерфи упоминается в межевой записи от 12 декабря 1727 года, учинённой при деревне Мабур о разграничении смежных с Персией земель: «...и от разсѢлинъ отъѢхали и переѢхавъ рѢку, которая течетѢ отъ деревни Ерфи, Ѣхали чрезъ гору Укуръ по дорогѢ Эрфинской...».
Ерфи входило в состав Кубинского ханства. В данном ханстве выделывалось большое количество разнообразного оружия. В Ерфи и Кулыхе, в частности, изготовляли сабли, кинжалы и пр.. В 1806 году Кубинское ханство стало частью Российской империи, а уже в 1810 году вместо ханства была образована Кубинская провинция.
По сведениям «Камерального описания Кубинской провинции», составленном в 1831 году коллежским регистратором Хотяновским, в казённой деревне Ерфи Будугского магала население состояло из суннитов большей частью ведших оседлый образ жизни и занимавшихся выращиванием пшеницы и овцеводством. Юзбаши деревни являлся Ахмед Хашим оглы.
Деревня Ерфи относилась к Будугскому магалу одноимённого участка Кубинского уезда Дербентской губернии, которая просуществовала с 1846 по 1860 год. После того, как Дербентская губерния была упразднена, её большая часть вошла в состав новообразованной Дагестанской области, в то время как Кубинский уезд отошёл Бакинской губернии.
В последующем Ерфи числилась в составе Кубинского уезда Бакинской губернии. Это была казённая деревня. Ерфи вместе с ещё тремя деревнями Айдикенд, Дерк и Талыш) в конце XIX века составляли Ерфинское сельское общество.
В 1960 — 1970-х годах Ерфи являлось одним из селений Ерфинского сельского совета (сельсовета) Кубинского района Азербайджанской ССР.

## Население
В дореволюционной литературе жители Ерфи чаще фиксировались как таты и реже как «татары» (азербайджанцы). Данные советского времени определяли жителей как тюрков (азербайджанцев) и далее как азербайджанцев.

### XIX век
Согласно сведениям «Кавказского календаря» на 1857 год в деревне Ерфи (название на местном языке ﻳﺮﻓﻰ) проживали «татары»-сунниты (то есть азербайджанцы-сунниты) и разговаривали на «татарском» (то есть азербайджанском) языке. По данным же списков населённых мест Бакинской губернии от 1870 года, составленных по сведениям камерального описания губернии с 1859 по 1864 год, здесь имелось 186 дворов и 1,230 жителей, состоящих из татов-суннитов. Последующие статистические материалы свидетельствуют об увеличении численности населения деревни. Так, по сведениям 1873 года, опубликованным в изданном в 1879 году под редакцией Н. К. Зейдлица «Сборнике сведений о Кавказе», численность населения Ерфи составляла 1,403 жителя.
Материалы посемейных списков на 1886 год показывают здесь 1,767 жителей (298 дымов) и все таты-сунниты, из которых 1,653 крестьян на казённой земле (275 дыма), 94 беков и 20 представителей суннитского духовенства. По результатам переписи 1897 года в Ерфи проживало 1,296 человек и все мусульмане.

### XX век
В одной из статистических ведомостей, приложенной к Обзору Бакинской губернии за 1902 года и показывающей национальный состав коренного населения населённых пунктов Бакинской губернии на 1 января 1903 года, по Ерфи указаны 326 дымов и 1,636 жителей, «татар»-суннитов (азербайджанцев-суннитов) по национальности.
По сведениям «Кавказского календаря» на 1904 год, опирающихся на данные статистических комитетов Кавказского края, в Ерфи было 1,659 жителей, в основном таты. Тот же этнический состав указан и в «Кавказском календаре» на 1910 год, согласно которому в Ерфи за 1908 год проживало 1,928 человек.
По сведениям же Списка населённых мест, относящегося к Бакинской губернии и изданного Бакинским губернским статистическим комитетом в 1911 году, Ерфи насчитывал 1,382 жителя (161 дым), из которых 1,281 поселянин на казённой земле (144 дыма), 88 дворян и беков (16 дымов) и 13 представителей духовенства (1 дым). Те же материалы сообщают о том, что здесь был или были по одному мужчины, кто имел грамотность на русском языке и кто имел грамотность на местном языке.
Очередной «Кавказский календарь» на 1912 год показал уже 1,922 человек, состоящих в основном из «татар» (азербайджанцев). Тот же этнический состав приводит и «Кавказский календарь» на 1915 год, но теперь здесь числятся 1,735 жителей. Эти сведения (численность и этнический состав) повторяются в «Кавказском календаре» на 1916 год.
По результатам Азербайджанской сельскохозяйственной переписи 1921 года Ерфи населяли 909 человек и преимущественно азербайджанские тюрки (азербайджанцы), а само население состояло из 493 мужчин и 416 женщин, при 1 отсутствующем (переписью было указано, что один ерфинец находился в Красной армии). 
Советский иранист Б. В. Миллер, обследовавший татов в 1928 году, упоминал Ерфи в числе тюркских (азербайджанских) суннитских селений. 
По данным на 1 января 1933 года Ерфи вместе с сёлами Нохурдюзи и Каялыг образовывали Ерфинский сельсовет Конахкентского района Азербайджанской ССР. Численность населения Ерфи была 1100 человек (223 хозяйства, 556 мужчин, 554 женщины). Население всего сельсовета состояло на 97,3 % из тюрков (азербайджанцев). 
По состоянию на 1980 год численность населения Ерфи составляла 528 человек. Жители занимались животноводством и садоводством. Из инфраструктуры имелись средняя школа, клуб, библиотека, медицинский пункт.

### Антропологические исследования
По данным исследований советско-грузинского антрополога Малхаза Абдушелишвили, азербайджанцы села Ерфи имеют сходный антропологический облик с азербайджанцами Дальмамедли, Нахичевани, Дивичи, Кархуна, дидойцами-гунзибцами, крызами Хачмазского района, лакцами различных районов.

### Известные уроженцы/жители
Среди уроженцев Ерфи выделяются: Ровшан Хасанбаба оглы Хасанли (Ровшан Ерфи) — азербайджанский писатель, майор Пенитенциарной службы министерства юстиции Азербайджана; Хусейнага Энвер оглы Алиханов — генерал-майор Пенитенциарной службы министерства юстиции Азербайджана; Джаббар Ниятулла оглы Хаджиев (Гаджиев) — доктор медицинских наук, профессор кафедры общей хирургии Азербайджанского Медицинского Университета.

## Достопримечательности
Ещё во второй половине XIX веке на горе Калягова-даг, под которой расположилась Ерфи, имелись развалины кр. Калялар .
Поблизости от деревни, в ущелье реки Бабачай, находится одноимённый минеральный родник, который местное население применяет в лечебных целях.
Между селениями Ерфи и Нохурдюзи, на берегу реки Вельвеличай, расположено средневековое поселение «Гараучкун», занимающее территорию двух холмов, площадь  поверхности каждой из которых около 2 тысячи и 2,300 м² соответственно. Данный памятник был впервые зафиксирован в 1980 году специальной археологической экспедицией «Свод археологических памятников Азербайджана» (САПА) и датируется концом 1-го тысячелетия н. э..